# O Gud, som styrer folkens öden
O Gud, som styrer folkens öden är inledningsorden i en svensk sång med titeln Hymn för manskör  komponerad av Gunnar Wennerberg år 1849. Sången sjöngs bland annat av Allmänna sången den 13 maj 1873 vid en studentkonsert i Katarina kyrka i Stockholm i samband med Oscar II:s kröning.
Ett känt andrabasparti ur sången har fått en parodisk text till en dryckesvisa: ”Vi andrabasar vilja dricka…”.